# 塞尔姆
塞尔姆（德語：Selm，發音：[zɛlm] ⓘ）是德国北莱茵-威斯特法伦州阿恩斯贝格行政区翁纳县的城市，面积60.41平方千米，2023年12月31日人口为26,767人。